# جورجيوس بوجريس
جورجيوس بوجريس (باليونانية: Γιώργος Μπόγρης)‏ مواليد 19 فبراير 1989 في أثينا، هو لاعب كرة سلة يوناني. بدأ مسيرته الاحترافية في سنة 2006. يلعب مع كانارياس لكرة السلة كلاعب وسط. يحمل الرقم 31. يبلغ طوله 6 قدم 11 بوصة (2.1 م).

## المسيرة الاحترافية
لعب مع نادي باناثينايكوس لكرة السلة من سنة 2009 إلى 2011، ثم لعب مع نادي أريس لكرة السلة في موسم 2011–2012، ثم لعب مع نادي بانيونيس لكرة السلة في موسم 2012–2013، ثم لعب مع نادي أندورا لكرة السلة في الدوري الإسباني في موسم 2014–2015، ثم لعب مع بلباو باسكت في موسم 2015–2016، ثم لعب مع كانارياس لكرة السلة في الدوري الإسباني في سنة 2016.

## الإنجازات
- الدوري اليوناني لكرة السلة : (2010، 2011)
- الدوري الأوروبي لكرة السلة : (2011)

## روابط خارجية
- جورجيوس بوجريس على موقع الاتحاد الدولي لكرة السلة (الإنجليزية)
- جورجيوس بوجريس على موقع الدوري الأوروبي لكرة السلة (الإنجليزية)
- جورجيوس بوجريس على موقع الدوري الإسباني لكرة السلة (الإسبانية)
- جورجيوس بوجريس على موقع كرة السلة الأوروبية.كوم (الإنجليزية)
- جورجيوس بوجريس على موقع ريلجم (الإنجليزية)
- جورجيوس بوجريس على موقع بروبوليرز (الإنجليزية)
- جورجيوس بوجريس على موقع سبورتس رفرنس (الإنجليزية)